# Zofia Hohenzollern (1485–1537)
Zofia księżna legnicka (ur. 10 marca 1485 w Ansbach, zm. 24 maja 1537) – margrabianka brandenburska na Ansbach, pani na Legnicy. Była córką Fryderyka Starszego Hohenzollerna i Zofii Jagiellonki. W 1518 roku poślubiła Fryderyka II, księcia legnickiego. Matka Jerzego II, księcia brzeskiego i Fryderyka III księcia legnickiego oraz Zofii żony Jana Jerzego Hohenzollerna.